# Aulacorthum langei
Aulacorthum langei är en insektsart. Aulacorthum langei ingår i släktet Aulacorthum och familjen långrörsbladlöss. Inga underarter finns listade i Catalogue of Life.